# Dolores (Quezon)
Dolores è una municipalità di quinta classe delle Filippine, situata nella Provincia di Quezon, nella regione di Calabarzon.
Dolores è formata da 16 baranggay:
- Antonino (Ayusan)
- Bagong Anyo (Pob.)
- Bayanihan (Pob.)
- Bulakin I
- Bulakin II
- Bungoy
- Cabatang
- Dagatan
- Kinabuhayan
- Maligaya (Pob.)
- Manggahan
- Pinagdanlayan
- Putol
- San Mateo
- Santa Lucia
- Silanganan (Pob.)